# Aaron Bell
Aaron Bell, geboren als Samuel Aaron Bell (Muskogee, 24 april 1922 - New York, 28 juli 2003) was een Amerikaans jazzbassist en arrangeur.
Hij maakte deel uit van de band van Duke Ellington en werkte onder andere met Miles Davis, Lester Young, Buck Clayton, Billie Holiday en Sammy Davis jr..

## Albums
- Three Swinging Bells (1955)
- After the Party's Over (1958)
- Music from Peter Gunn (1958)
- Music from 77 Sunset Strip (1959)

- Biblioteca Nacional de España: XX5053728
- Bibliothèque nationale de France: cb13891306z (data)
- Gemeinsame Normdatei: 134590058
- International Standard Name Identifier: 0000 0000 5512 9531
- Library of Congress Control Number: no88003541
- MusicBrainz: 96aa4c2c-27c8-47f4-a5b2-38fb74a1415c
- Nationale Bibliotheek van Israël: 987007330852705171
- SNAC: w6r522kk
- Système universitaire de documentation: 14349919X
- Virtual International Authority File: 195290
- WorldCat: E39PBJxd4vpwXbdjP9CxdCDQbd